# Abdullah bin Jassim al-Thani
Abdullah bin Jassim al-Thani (in arabo عبد الله بن جاسم بن محمد آل ثاني‎?; Doha, 1880 – 25 aprile 1957), è stato emiro del Qatar dal 17 luglio 1913 al 20 agosto 1949.

## Biografia
Lo sceicco Abdullah bin Jassim Al Thani nacque nel 1880, a Doha, la capitale del Qatar, figlio quintogenito dello sceicco Jassim bin Mohammed al-Thani e di una donna ignota. Aveva diciotto fratelli.
Il Regno Unito e l'Impero ottomano accordarono allo sceicco Abdullah e ai loro discendenti il diritto di governare tutta la penisola del Qatar. Gli ottomani rinunciarono agli ultimi loro diritti sull'emirato in seguito alla scoppio della prima guerra mondiale. Abdullah li costrinse infatti ad abbandonare Doha il 19 agosto 1915.
Il 3 novembre 1916, la Gran Bretagna, per portare il Qatar nella propria amministrazione degli Stati della Tregua, firmò un accordo con lo sceicco Abdullah. Con tale atto il monarca accettò di non stipulare relazioni con ogni altro paese senza il previo consenso del governo britannico, in cambio Percy Zachariah Cox, il funzionario britannico che firmò il trattato a nome del suo governo, garantì la protezione del Qatar da ogni aggressione dal mare.
Il 5 maggio 1935, lo sceicco Abdullah fu in grado di ottenere un accordo con la Gran Bretagna che garantisse la protezione del Qatar dall'interno.
Nel 1927, l'emiro Abdullah eresse il forte di Al Koot, noto anche come forte di Doha, nel quartiere di Al Bidda, in mezzo a Souq Waqif, nei pressi di Doha Corniche, per servire come stazione di polizia e allo stesso tempo, per proteggere il Souq Waqif dai ladri.
Nel 1938, lo sceicco Abdullah fece costruire il famoso forte di Zubarah, nella città di Al Zubarah, che si trova nella municipalità di Madinat ash Shamal, sulla costa nord-occidentale della penisola del Qatar, a circa 105 km da Doha.
Abdullah firmò il primo accordo di concessione petrolifera con la Anglo-Persian Oil Company il 17 maggio 1935. Di conseguenza, nel mese di ottobre del 1938, iniziò la perforazione del primo pozzo con la scoperta del petrolio avvenuta a Dukhan nel gennaio del 1940. Tuttavia, i pozzi di petrolio non sono stati sfruttati fino alla conclusione della seconda guerra mondiale.
L'ultimo atto governativo degno di nota di Abdullah fu la firma di una di concessione per lo sfruttamento del fondale con la Central Mining and Investment Corporation Ltd. il 5 agosto 1949.
Il 30 giugno 1948, Abdullah nominò il figlio primogenito Ali, principe ereditario. Poco più di un anno più tardi, abdicò in suo favore.
L'ex sovrano morì il 25 aprile 1957 per cause naturali.

## Matrimonio e figli
Anche se la prima moglie dello sceicco Abdullah è ancora sconosciuta, si sa che ha avuto una seconda consorte, Fatima bint Isa al Thani, figlia dello sceicco Isa bin Thamer al-Thani. Abdullah bin Jassim ha avuto tre figli:
- Sceicco Ali bin Abdullah;
- Sceicco Hamad;
- Sceicco Hassan.